# Diana din Crossways
Diana din Crossways (în engleză Diana of the Crossways) este un roman de George Meredith care a fost publicat în 1885. Este o relatare a unei femei inteligente și puternice prinsă într-o căsnicie mizerabilă. Romanul a fost influențat de prietenia lui Meredith cu frumoasa scriitoare și feministă Caroline Norton. 

## Prezentare
Diana Warwick, frumoasă, fermecătoare și inteligentă, dar temperamentală, este implicată  într-un scandal politic, dar și social. Ea spune: „Noi femeile suntem verbele pasive ale alianței, trebuie să învățăm și, dacă ne ocupăm de activitate, cu cele mai bune intenții, conjugăm o perturbare înspăimântătoare. Trebuie să mergem pe linii, ca trenurile cu aburi, sau nu mai ajungem la nicio stație, ne fragmentăm. Am ghinionul să știu că m-am născut activă. Voi profita de șansa mea”. Eforturile ei de a-și promova soțul, prin cultivarea unei relații de prietenie cu ministrul Lord Dannisburgh, au dus la scandal și la înstrăinarea soțului ei, Augustus Warwick. Intenția ei de a trăi „independent” prin intermediul scrisului este inițial o reușită, dar implicarea ei în politică îi aduce numai durere, atât personală, cât și publică. 
Politica din roman se bazează pe istoria tulburată a administrației lui Robert Peel și în special Legile cerealelor din 1845. 

## Adaptare
În 1922, romanul a fost adaptat într-un film britanic omonim, regizat de Denison Clift. În film au jucat actorii Fay Compton, Henry Victor și Joseph Tozer.

## Traduceri
- George Meredith, Diana din Crossways, Editura Eminescu, colecția Romanul de dragoste, 1975; traducere în limba română de Georgeta Pădureleanu[3]
- George Meredith, Diana din Crossways, Editura Terathopius, Orion; Colecția Romantica, nr. 4; 1993; ISBN 973-95048-6-8; traducere în limba română de Georgeta Pădureleanu[4]
- George Meredith, Diana din Crossways, Editura Luceafărul, 1994. ISBN 973-603-014-8; traducere în limba română de Georgeta Pădureleanu[5]